# Idris psammon
Idris psammon är en stekelart som beskrevs av Szabó 1965. Enligt Catalogue of Life ingår Idris psammon i släktet Idris och familjen Scelionidae, men enligt Dyntaxa är tillhörigheten istället släktet Idris och familjen gallmyggesteklar. Arten är reproducerande i Sverige. Inga underarter finns listade i Catalogue of Life.